# Lojstasjöar

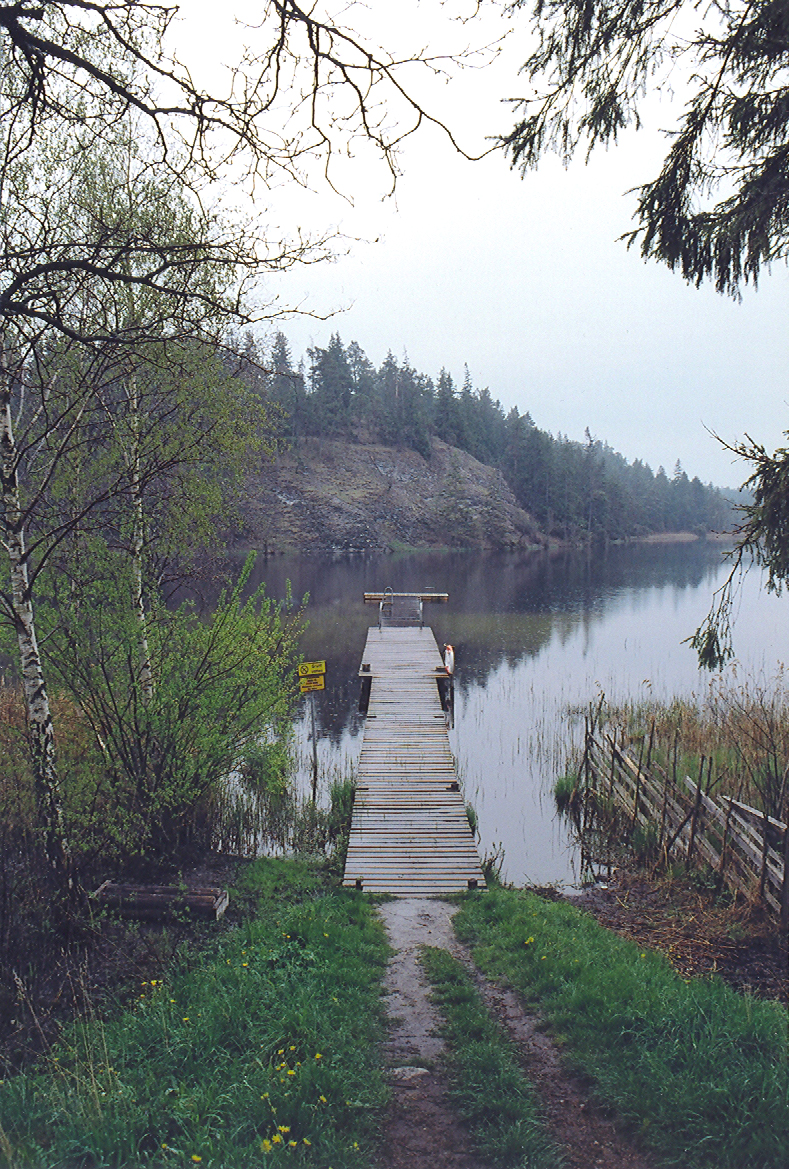
Der Pier am Schloss Lojsta

Die Lojstasjöar oder Lojstaseen sind fünf Seen in den Kirchspielen (schwedisch socken) Lojsta und Stånga im mittleren Teil der schwedischen Insel Gotland. Sie heißen (von West nach Ost) Bjärsträsk, Fridträsk, Rammträsk, Slottsträsk und Broträsk. Sie werden durch den Storkanal, der bei Kvarnåkershamn im südwestlichen Gotland ins Meer mündet, entwässert.
Die Lojstasjöar bilden eine spezielle Landschaft auf Gotland, die eher an mittelschwedische Täler  mit steilen Klippen und tiefen Seen erinnert.  Die anderen Seen auf Gotland sind normalerweise sehr flach und bestehen aus schalenförmigen Mulden im Felsuntergrund, die sich mit Wasser gefüllt haben.  Zum Beispiel ist der Bäste träsk maximal 5,5 Meter tief und der Tingstäde träsk nicht mehr als 3 Meter.  Im Gegensatz dazu sind die Lojstasjöar verhältnismäßig tief, überwiegend tiefer als 10 m.  Der Rammträsk ist mit seinen 17 m am tiefsten.
In der Umgebung der Lojstasjöar enthält der Untergrund ungewöhnlich viel Riffkalkstein. Der Anteil, der früher von abgelagertem Kalkstein umgeben war, blieb in Gestalt höherer Hügel erhalten, als das Inlandseis der letzten Eiszeit den Untergrund abschliff und den abgelagerten Kalkstein fortführte.
Entlang der Südseite der Lojstasjöar verläuft eine Hügelkette aus Riffkalkstein, die ungewöhnlich reich an Fossilien ist.
Der Riffkalkstein hat durchgängig eine steile Nordseite, die an gewissen Stellen senkrecht zu den Seen abfällt.
In diesen Kliffe gibt es kleinere Höhlen.  Die größten Höhlen befinden sich am Rammträsk und am Broträsk.
In mehreren der Seen befinden sich reiche Bestände von weißen Seerosen, ein Gewächs, das ansonsten in gotländischen Seen sehr ungewöhnlich ist.
Gotländische Seen werden normalerweise "träsk" genannt, nicht "sjö", wie das übliche schwedische Wort für "See" lautet.  Der Slottsträsk, der auch Lillträsk genannt wird, hat seinen Namen von der mittelalterlichen Burgruine Schloss von Lojsta, die in seiner Nähe liegt.